# بيندكت أرنولد
بيندكت أرنولد (بالإنجليزية: Benedict Arnold)‏ هو سياسي أمريكي، ولد في 5 أكتوبر 1780 في أمستردام في الولايات المتحدة، وتوفي بنفس المكان في 3 مارس 1849. حزبياً، نشط في الحزب الوطني الجمهوري ‏. وقد انتخب عضو جمعية ولاية نيويورك وانتخب عضو مجلس النواب الأمريكي.